# 本多氏
本多氏（ほんだし・ほんだうじ）は、武家・華族だった日本の氏族。戦国時代に三河の国人領主として松平氏に仕え、江戸時代に一族から多数の譜代大名・旗本家が出、維新後には10家が華族に列した（子爵家8家、男爵家2家）。

## 概要

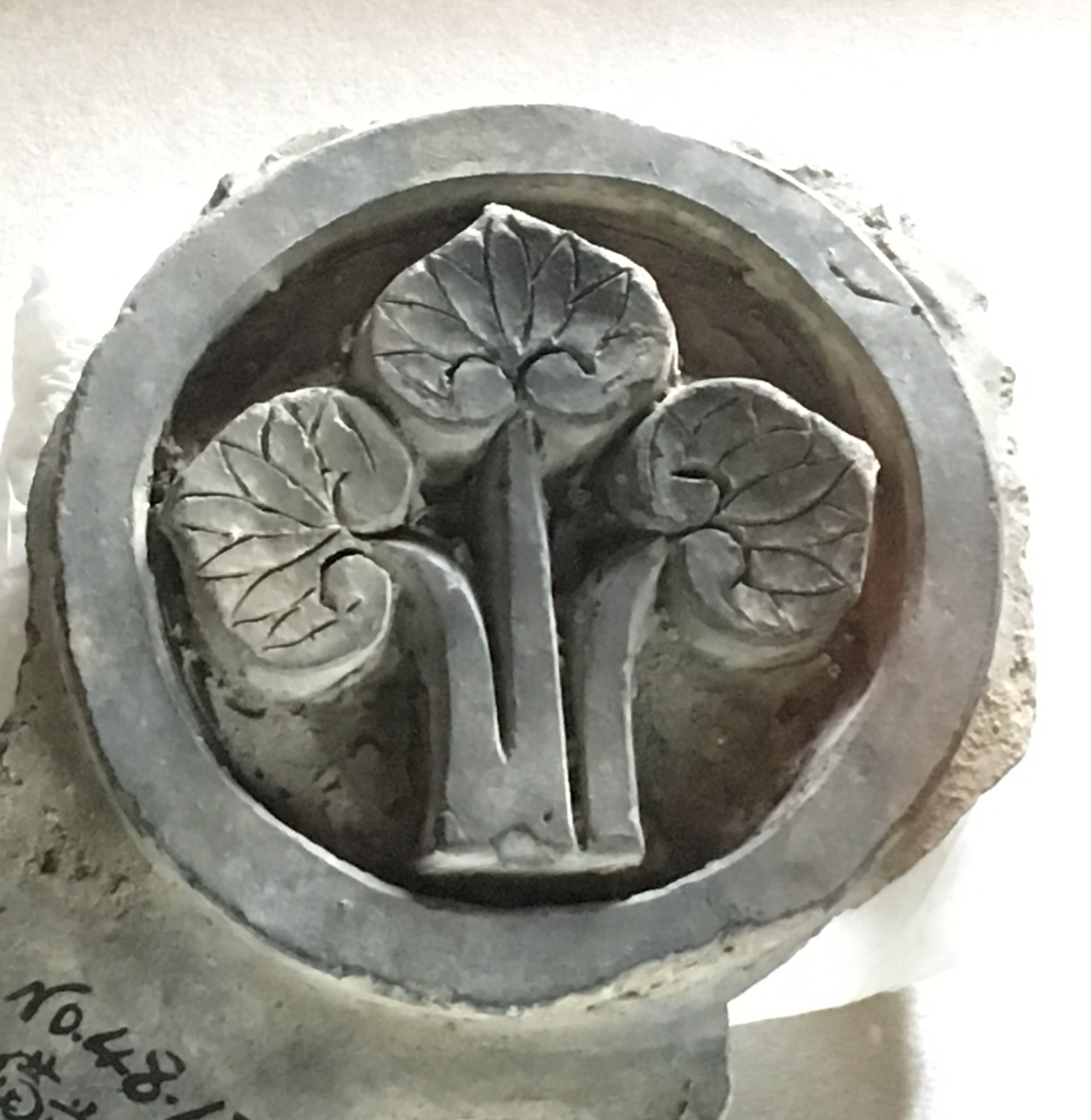
本多葵

家伝では太政大臣藤原兼通の子顕光の子孫秀豊が豊後本多を領したことから本多氏と称するようになったのに始まると自称しているが、実際の出自は不詳である。
戦国時代に西三河の国人領主として松平氏に仕え、江戸時代には酒井氏、井伊氏、榊原氏とともに門閥譜代の中で最有力な存在だった。一族から大名家・旗本家が総計で50余家も出たと言われる。
明治維新後、小藩知事だった本多家8家が華族の子爵家に列した。また越前松平家付家老だった本多家、加賀藩重臣だった本多家も男爵に叙された。

## 出自
本多氏の系譜は不明確であり、出自は定かではないが、『柳営秘鑑』では最古参の安祥譜代であり、初期は本田氏を称したとされる。また賀茂氏の流れを汲む説もある。（葵紋参照）
御普代之列
```
一、三河安祥之七御普代、
酒井左衛門尉
、元来御普代上座、
    
大久保
、
本多
、元来田ニ作、中興ニ至テ美濃守故有之多ニ改
[
7
]
。
    
阿部
、
石川
、
青山
、
植村
、
西口
、いろいろな右七家を云
    又ハ或ハ酒井、大久保、本多、
大須賀
、家筋無、
榊原
、
平岩
、植村 共イエリ。
```

公式には、太政大臣藤原兼通の子顕光から11代目の子孫秀豊が豊後日高郡本多郷を領したことから本多と名乗ることとなったのに始まると称した。
12代助定が足利尊氏に仕えて尾張横根郡と粟飯原郡に所領を与えられ、室町から戦国時代には尾張と三河の両国にまたがる土豪として勢力を広げたという。
13代助政の子の定通と定正の2系統に分かれたと伝えられるが、このあたりの系譜も定かではない。定通系が宗家とみなされた。
一族の中から松平氏に仕える者が現れ、定通系の4代である助時が松平氏の2代当主泰親と3代当主信光の代に、定正系の4代である秀清が松平氏の5代当主長親の代に仕えた。
徳川家康（松平元康）の部将で徳川四天王の一人に数えられる本多忠勝は定通系の出とされる。また、家康のほかの武将では、本多重次が定通系、本多広孝・本多正信が定正系の出と伝えられている。

## 大名
近世大名としての三河本多氏には幕初の時点で以下に示す6つの家系があり、いずれからも譜代大名が出た。ただし、複数の家が改易されている。

### 平八郎家 （忠勝の家系）

本多忠勝の旗紋「本多定紋」

本多氏の替紋「丸に本文字」

本多忠勝の家系。本多一門の中では忠勝が、最も家康から厚遇されていた。特に忠勝の子や孫などは、家康の血縁者との婚姻があった。
天正18年（1590年）、家康の関東移封の際に、忠勝に上総国大多喜5万石が与えられ、慶長5年（1600年）の関ヶ原の戦いの戦功で、翌慶長6年（1601年）1月、忠勝に伊勢国桑名藩10万石が与えられ、忠勝の長男本多忠政の代に姫路藩15万石を領した。本多忠孝の代に越後国村上藩に転封されたが、宝永6年（1709年）に幼少で急死し、無嗣改易となるところ、忠勝の功により3分の1に所領を減らした5万石で忠良への家名存続が許された。その後も転封が繰り返されたが、1769年以降は三河国岡崎藩で固定され廃藩置県を迎えた（→岡崎本多子爵家）。
他にも複数の分家が存在した。
- 忠勝の長男・忠政の系統（三河国額田郡西蔵前城主・本多氏の末裔・本多平八郎家）
  - 本家 - 上総国大多喜藩→伊勢国桑名藩→播磨国姫路藩→大和国郡山藩→陸奥国福島藩→播磨国姫路藩→越後国村上藩→三河国刈谷藩→下総国古河藩→石見国浜田藩→三河国岡崎藩→廃藩置県（→岡崎本多子爵家）
  - 忠政の次男・政朝 - 上総国大多喜藩→播磨国龍野藩→播磨国姫路藩（本家相続）
  - 忠政の三男・忠義の系統 - 播磨国姫路藩（分与）→遠江国掛川藩→越後国村上藩→陸奥国白河藩
    - 忠義の長男・忠平の系統 - 陸奥国白河藩→下野国宇都宮藩→大和国郡山藩→改易
    - 忠義の次男・忠利の系統 - 陸奥国石川藩→三河国挙母藩→遠江国相良藩→改易
    - 忠義の三男・忠以の系統 - 陸奥国浅川藩→三河国伊保藩→遠江国相良藩→陸奥国泉藩→廃藩置県（→泉本多子爵家）
    - 忠義の五男・忠周 - 三河国足助藩→改易   但し交代寄合に格下げされて存続
- 忠勝の次男・忠朝の系統 - 上総国大多喜藩→大和国郡山藩→播磨国山崎藩→廃藩置県（→山崎本多子爵家）
  - 忠朝の孫・政利 - 大和国郡山藩（分封）→播磨国明石藩→陸奥国大久保藩→改易

### 彦八郎家 （康俊の家系）

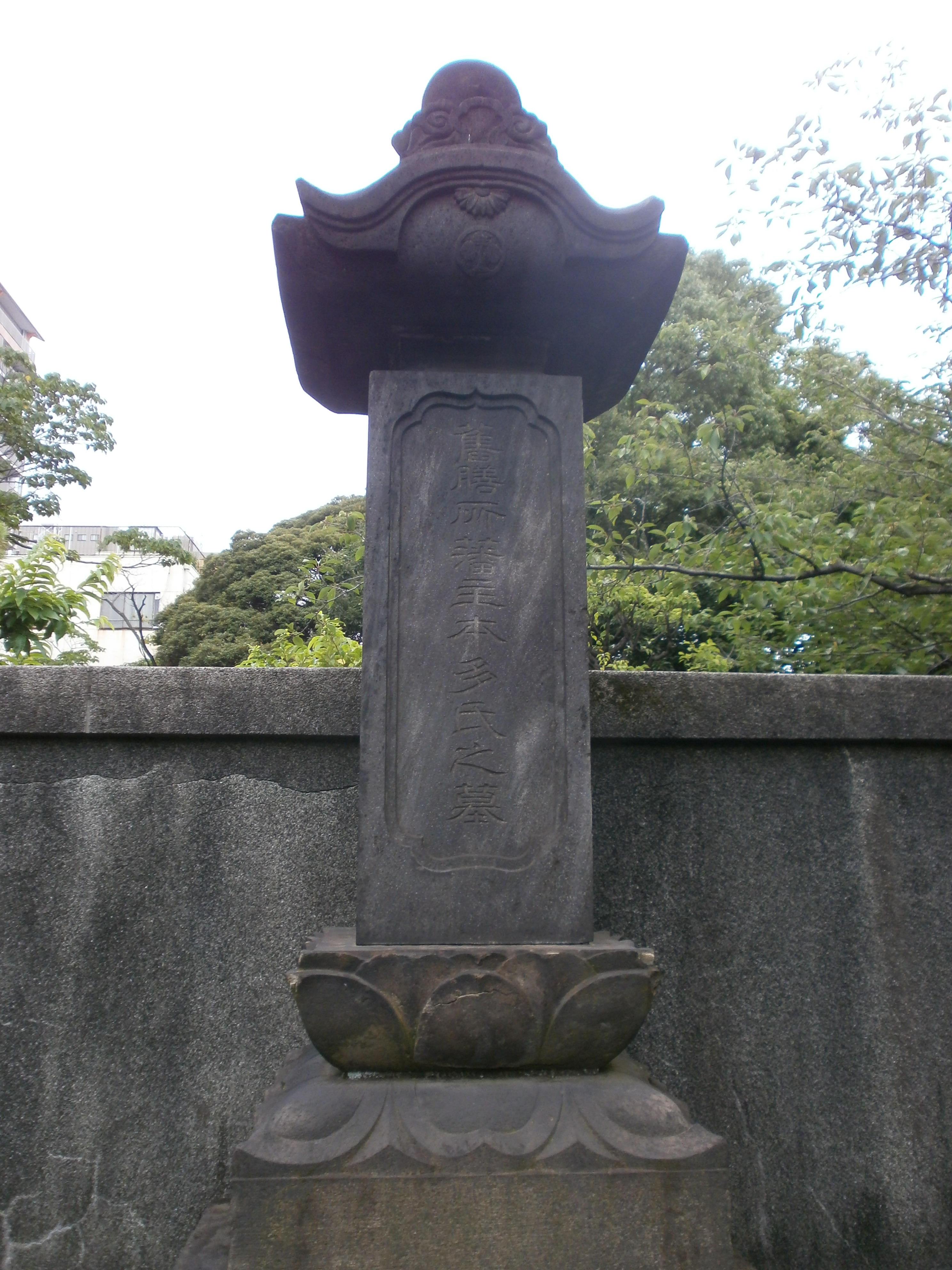
膳所藩主・本多家墓（霊巌寺）

三河国宝飯郡伊奈城主・本多氏の末裔。膳所藩主家。
三河物語によると、松平氏に敵対していた東三河の勢力の一部として描かれている。松平長親の時代に、北条早雲率いる今川氏の大軍に召集された東三河衆に、「伊名之本田」とある。また、松平清康が東三河の吉田城（今橋城）に攻め込んだ際に、伊名は降参とある。
酒井忠次の次男・康俊が本多忠次の養子となると、家康が関東へ移封された際には下総国匝瑳郡に領地を賜る。関ヶ原の戦いの戦功で、三河国西尾藩2万石を与えられて大名となる。その後、大坂の陣の戦功で近江国膳所藩3万石に加増転封。長男の本多俊次が跡を継ぎ、三河国西尾藩、伊勢国亀山藩を経て再び膳所藩に戻る。そのまま廃藩置県まで存続した（→膳所本多子爵家）。
また、別家として、俊次の次男・康将の次男・忠恒が1万石を分知されて河内国西代藩を立藩している。忠恒の次男・忠統の時、伊勢国神戸藩へ移封となり、こちらも廃藩置県まで存続した（→神戸本多子爵家）。
康俊の二男忠相は旗本となり、幕末の忠寛の代に大名に列し三河国西端藩1万石を立藩し、廃藩置県まで続いた（→西端本多子爵家）。

### 作左衛門家 （重次の家系）
三河国額田郡大平城主本多氏の末裔。鬼作左と称され、三河三奉行の一人とされる本多重次の家系（「作左家」と略称されることもある）。1613年に重次の子・本多成重が越前国丸岡藩4万3000石を与えられて大名となった。しかし1695年、4代目の重益の時、家臣の間に争いが起こった責任を取らされて改易された。その後、許されて旗本となった。
なお、重次の兄・重富の子である本多富正は結城秀康に仕えた。この家系は福井藩の筆頭家老（御附家老） として越前府中（武生、現在の越前市）2万石を領し、大名に近い扱いを受け、明治維新後まで存続した（越前府中本多家、本多内蔵助家とも。明治以降華族の男爵家に列している（→福井本多男爵家）。

### 弥八郎家 （正信の家系）
家康の参謀として知られる本多正信の家系。正信自身は相模国玉縄藩に1万石（または2万2000石）を有していたに過ぎなかったが、長男の本多正純は家康・秀忠の側近として権力を握り、1619年に下野国小山藩3万3000石から下野国宇都宮藩15万5000石へと大幅に加増転封された。しかし1622年、宇都宮城釣天井事件など11か条に及ぶ罪状により改易、出羽国の佐竹義宣預かりとなった。共に預かりとなった正純の長男正勝は1630年、正純に先立って配流地の横手で没した。
その後の系統は、正勝嫡男の本多正好が外祖父戸田氏鉄に引き取られて摂津尼崎、美濃大垣と移住。1640年に戸田家を出奔して流浪の生涯を送って後、旗本安藤直政知行地である武蔵国那珂郡内の代官となった。この家系が和田姓と木村姓を称して旗本安藤家の重臣として、明治維新後まで血筋を残している。また、正勝次男の本多正之の家系が3000石の旗本として、明治維新後まで存続している。
また、1605年に正信の三男・忠純が下野国榎本藩1万石を与えられて大名となった。その後、大坂の陣の戦功により2万8000石にまで加増されて正純改易後も存続している。しかし3代目の本多犬千代が1640年に5歳で没し、無嗣断絶により改易となった。
なお、正信の次男・政重は、若い頃に勘気を蒙って徳川家を出奔後、関ヶ原の戦いでは西軍に参加し、さらに上杉氏家老・直江兼続の養子になるなど流浪の生涯を送って最終的に金沢藩前田家の筆頭家老となった（加賀本多家）。この系統も明治維新後まで血筋を残している。知行は5万石で、江戸時代各藩の存続した家老家では最大。この家は明治に至って華族の男爵家に列している（→加賀本多男爵家）。

### 三弥左衛門家 （正重の家系）
本多正信の弟・本多正重の家系（「三弥家」と略称されることもある）。1616年、下総国舟戸藩1万石を与えられて大名となるが、正重の外孫に当たる正貫は、そのうち8000石を相続することとなり旗本となった。そして1688年、正貫の孫・正永が寺社奉行に就任したことから加増されて、再び舟戸藩主となる。その後上野国沼田藩を経て、駿河国田中藩で7代で明治維新を迎えた。明治元年（1868年）に徳川宗家（徳川家達）の静岡藩立藩にともない、安房国長尾藩に移封されて廃藩置県までそこに在封した（→長尾本多子爵家）。

### 豊後守家 （康重の家系）
古くからの家康の譜代家臣である、本多康重の家系（本多豊後守家、「彦次郎家」とも）。三河時代では康重の父・広孝が田原城を託されており、家康からの信任は厚かった。
小田原征伐後には康重が上野国白井藩2万石となり、関ヶ原の戦い後に三河国岡崎藩5万石を与えられる。その後、遠江国横須賀藩、出羽国村山藩、越後国糸魚川藩を経て信濃国飯山藩主として廃藩置県まで存続した（→飯山本多子爵家）。

## 華族
明治2年に旧大名と旧公家を統合した華族制度が誕生するとその時まで大名として存続していた本多家8家が華族に列した（華族令施行後子爵家）。それより後に旧陪臣の本多家2家も華族に列せられた（同男爵家）。

### 岡崎本多子爵家

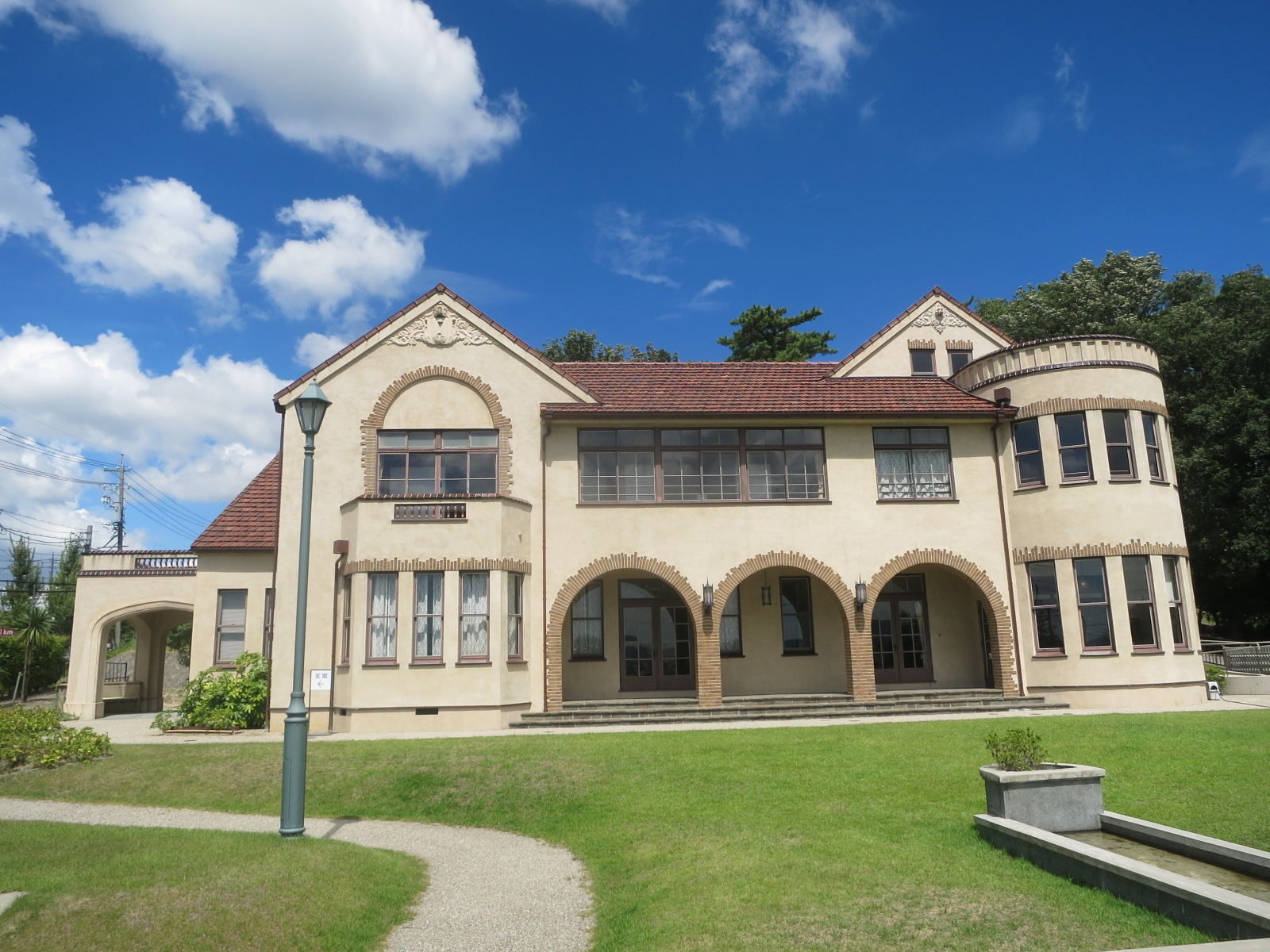
岡崎本多子爵家の次男だった本多忠次が昭和7年（1932年）に東京市世田谷区に建設したスパニッシュ様式の邸宅。現在は愛知県岡崎市欠町足延に移築されている

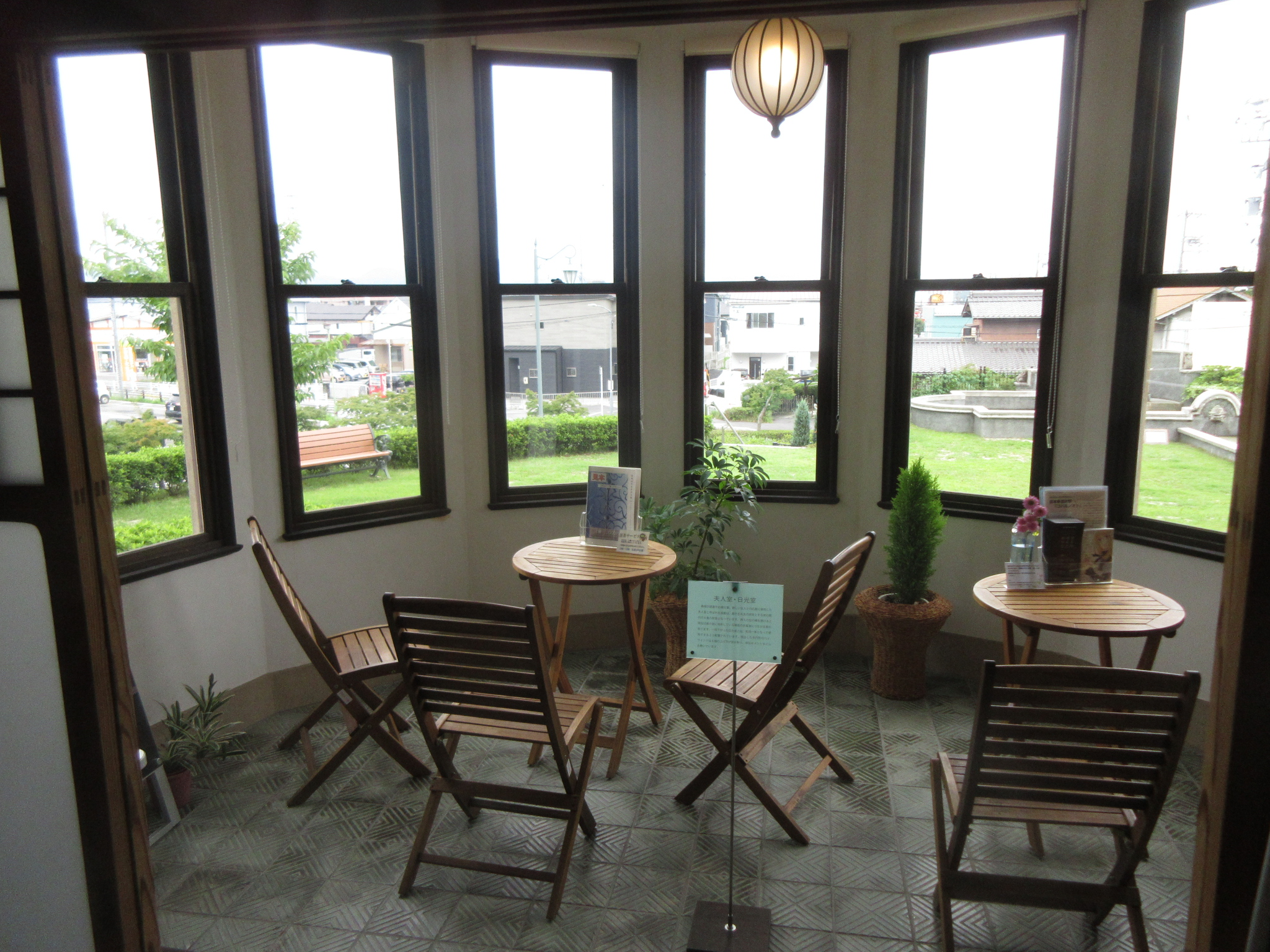
同邸内

最後の岡崎藩主本多忠直は、幕末に尊皇派と佐幕派で分裂した藩論を尊皇で統一し、明治元年の戊辰戦争で官軍に参加。明治2年（1869年）の版籍奉還で岡崎藩知事に任じられるとともに華族に列し、明治4年（1871年）の廃藩置県まで藩知事を務めた。
版籍奉還の際に定められた家禄は現米で2135石。明治9年8月5日の金禄公債証書発行条例に基づき家禄と引き換えに支給された金禄公債の額は7万2215円70銭5厘（華族受給者中93位）。当時の当主忠敬の住居は東京市本郷区本郷森川町にあった。
忠敬の代の明治17年（1884年）に華族令施行で華族が五爵制になり、同年7月8日に旧小藩知事として子爵家に列せられた。初代子爵の忠敬は宮内省に入省して式部官を務めた後、貴族院の子爵議員に当選した。
忠昭の代の昭和前期の子爵家の住居は東京市豊島区駒込にあった。

### 泉本多子爵家
明治元年（1868年）の戊辰戦争で泉藩主本多忠紀は奥羽越列藩同盟に荷担したが、同年6月28日に泉陣屋が陥落し、隣藩の内藤政養とともに仙台へ逃亡したが、9月24日には奥羽追討平潟口総督四条隆謌に謝罪状を提出した。忠紀は、反逆の罪により蟄居・官位褫奪・改易となるも、養子忠伸に2000石を減じた1万8000石を改めて与えられることで家名存続が許された。忠伸は明治2年（1869年）の版籍奉還で泉藩知事に任じられるとともに華族に列し、明治4年（1871年）の廃藩置県まで藩知事を務めた。
版籍奉還の際に定められた家禄は現米で455石。明治9年8月5日の金禄公債の額は1万1511円4銭5厘（華族受給者中344位）。当時の忠伸の住居は東京市本所区緑町にあった。
忠彦の代の明治17年（1884年）に華族令施行により華族が五爵制になり、同年7月8日に旧小藩知事として子爵家に列せられた。
初代子爵忠彦は陸軍少尉として日露戦争に従軍して戦死した。その跡を継いだ2代子爵忠晃は南満州鉄道会社嘱託を経て貴族院の子爵議員に当選して務めた。
忠晃の代の昭和前期の子爵家の住居は東京市大森区大森町にあった。

### 山崎本多子爵家
最後の山崎藩主本多忠明は、明治2年（1869年）の版籍奉還で山崎藩知事に任じられるとともに華族に列し、明治4年（1871年）の廃藩置県まで藩知事を務めた。
版籍奉還の際に定められた家禄は現米で668石。明治9年8月5日の金禄公債の額は2万4593円82銭（華族受給者中190位）。当時の当主は本多貞吉。
貞吉の代の明治17年（1884年）に華族令施行で華族が五爵制になると、同年7月8日に旧小藩知事として子爵家に列せられた。
渉の代の昭和前期の子爵家の住居は東京市豊島区駒込にあった。
三木谷浩史（楽天創業者）は本多忠明の玄孫にあたる。

### 膳所本多子爵家
最後の膳所藩主本多康穣は、明治2年（1869年）の版籍奉還で膳所藩知事に任じられるとともに華族に列し、明治4年（1871年）の廃藩置県まで藩知事を務めた。
版籍奉還の際に定められた家禄は現米で2530石。明治9年8月5日の金禄公債の額は5万6265円27銭（華族受給者中117位）。当時の康穣の住居は東京市本所区本所松井町にあった。
明治17年（1884年）の華族令施行で華族が五爵制になり、同年7月8日に康穣は旧小藩知事として子爵に叙せられた。
猶一郎の代の昭和前期の子爵家の住居は東京市麹町区紀尾井町にあった。

### 神戸本多子爵家
最後の神戸藩主本多忠貫は、明治2年（1869年）の版籍奉還で神戸藩知事に任じられるとともに華族に列し、明治4年（1871年）の廃藩置県まで藩知事を務めた。
版籍奉還の際に定められた家禄は現米で667石。明治9年8月5日の金禄公債の額は2万4103円50銭2厘（華族受給者中195位）。当時の忠貫の住居は東京市芝区芝森元町にあった。当時忠貫は宮中祇候だった。
明治17年（1884年）の華族令施行で華族が五爵制になり、同年7月8日に忠貫は旧小藩知事として子爵に叙せられた。
その息子本多忠峰子爵は貴族院の子爵議員に当選して務めている。
恒彦の代の昭和前期に子爵家の住居は大阪市住吉区天王寺町にあった。

### 西端本多子爵家
最後の西端藩主本多忠鵬は、明治元年の戊辰戦争勃発時、江戸にあったが、東征軍大総督有栖川宮熾仁親王の命令に従って西端に移住し、尾張藩主徳川義宜隷下で会津藩征討に従軍した。明治2年（1869年）の版籍奉還で西端藩知事に任じられるとともに華族に列した。明治4年（1871年）の廃藩置県に伴う罷免までの間に、政府からの通達に従い、藩内に練兵場を設置し、農兵隊を組織して西洋式軍事訓練を行った。
版籍奉還の際に定められた家禄は現米で328石。明治9年8月5日の金禄公債の額は1万2801円51銭8厘（華族受給者中319位）。当時の忠鵬の住居は東京市神田区小川町にあった。
明治17年（1884年）の華族令施行で華族が五爵制になると同年7月8日に忠鵬が旧小藩知事として子爵家に列した。
辰男の代の昭和前期に子爵家の住居は東京市麻布区霞町にあった。

### 長尾本多子爵家
最後の田中藩主本多正訥は、幕末に駿府城代で、明治元年の戊辰戦争では、はじめ江戸幕府征伐に向かう東征軍大総督有栖川宮熾仁親王に反逆する姿勢を示したが、親王の軍が近くまで進軍すると、恭順して駿府城を無血開城した。同年7月に徳川家達の静岡藩の立藩に伴い、藩領が静岡藩に含まれたので、安房国長尾藩に移封された。明治2年（1869年）の版籍奉還で長尾藩知事に任じられるとともに華族に列し、明治3年（1870年）に正憲に家督を譲った。正憲は明治4年（1871年）の廃藩置県まで藩知事を務めた。
版籍奉還の際に定められた家禄は現米で1893石9斗4升余。明治9年8月5日の金禄公債の額は6万8598円98銭5厘（華族受給者中97位）。当時の正憲の住居は東京市日本橋区浜町にあった。
明治17年（1884年）の華族令施行で華族が五爵制になると同年7月8日に正憲が旧小藩知事として子爵家に列した。
初代子爵正憲は三島神社宮司を務めた後、明宮嘉仁親王（大正天皇）や昭宮猷仁親王の祗候を経て貴族院の子爵議員に当選。その養子である2代子爵正復も宮内省に勤務して東宮侍従や掌典次長、宮中顧問官、伏見宮別当などを歴任した。
正震の代の昭和前期の子爵家の住居は東京市渋谷区青葉町にあった。

### 飯山本多子爵家
明治維新期の飯山藩主本多助成は、大政奉還・王政復古の際に飯山藩内に朝廷への反逆的な動きがみられたため、一時謹慎が命じられたが、明治元年の戊辰戦争に際して恭順の証として軍資金1万5000両を朝廷に献上したため、謹慎を解かれた。しかし同年に旧幕府歩兵指図役だった古屋佐久左衛門が会津藩兵を率いて飯山藩領に侵入してきたことで、飯山城下は戦火に見舞われた。助成は藩兵を率いて会津征伐に従軍したが、その最中の6月10日に急死（毒殺説もあり）。
7月に助成の弟助寵が家督相続し、明治2年（1869年）6月の版籍奉還で飯山藩知事に任じられるとともに華族に列し、飯山本多家の会津征伐における戦功により同月の戊辰戦功賞典表で賞典金5000両を下賜された。
助寵は直後の同年9月に死去したため、助成・助寵兄弟の父で隠居の身であった助実が再家督して藩知事に就任し、明治4年（1871年）の廃藩置県に伴う罷免まで藩知事を務めた。
版籍奉還の際に定められた家禄は現米で1197石。明治9年8月5日の金禄公債の額は3万8886円51銭9厘（華族受給者中145位）。当時の当主実方（助実の子）の住居は東京市小石川区小日向第六天町にあった。
実方の代の明治17年（1884年）に華族令の施行で華族が五爵制になり、同年7月8日に旧小藩知事として子爵家に列した。
助信の代の昭和前期の子爵家の住居は東京市淀橋区西大久保にあった。

### 福井本多男爵家
明治維新後御三家の付家老はいずれも維新立藩が認められて華族に列したが、福井藩の付家老だった本多副元には維新立藩は認められず士族に編入された。おそらくは越前松平家の家格が御三家より低かったことが原因と思われる。
副元は明治2年（1869年）から維新立藩と華族編列を求める請願を繰り返し、旧御三家の付家老家や岩国藩吉川家と自家が異なるところはないことを訴え続けた。この翌年には旧家臣や領民によって、本多副元家の維新立藩と華族取り立てを求める武生騒動も発生している。
結局副元に維新立藩が認められることはないまま明治4年の廃藩置県を迎えたが、華族制度は廃藩置県後も残ったので副元はその後も華族編籍の請願運動をつづけた。そして明治11年（1878年）に東京府知事楠本正隆に宛てて『家格御取建願』を提出したところ、楠本知事より太政大臣三条実美に『士族本多副元家格御取建之儀ニ付上申』が提出された。これをきっかけに太政官で審議が行われた結果、先例はないものの、旧来の家格や由緒から副元の華族への昇格を認めることに決まり、翌年1月より副元は華族に列した。明治17年の華族令施行で華族が五爵制になり、同年7月8日に副元は「一新後華族に列せらるる者」として男爵に叙爵された。
副泰の代の昭和前期に男爵家の住居は東京市世田谷区太子堂町にあった。

### 加賀本多男爵家
加賀藩前田家重臣で5万石の本多家は、万石以上旧陪臣の叙爵が始まっていた時期である明治33年（1900年）5月9日に当時の当主政以が男爵に叙せられた。初代男爵政以は貴族院の男爵議員や銀行の重役を歴任した。
政樹の代の昭和前期に男爵家の住居は石川県金沢市下本多町にあった。

### その他
男爵に叙された加賀本多家の分家でやはり加賀藩で1万石以上を知行していた家の当主だった本多政好が明治前期から後期にかけて数度にわたって叙爵運動をやっているが、いずれも不許可に終わっている。明治4年時の調査で1万石なく7000石だったことや、1万石のうち3000石が与力知だったことが影響したと見られる。
武蔵野地域に、清和源氏の配下を源流とした古来より紋を共有する本多氏が存在する。